# Diversità culturale
La diversità culturale o diversità etnico-culturale è un termine usato, in contrapposizione al monoculturalismo, per riferirsi alla caratterizzazione culturalmente plurale delle società odierne. 

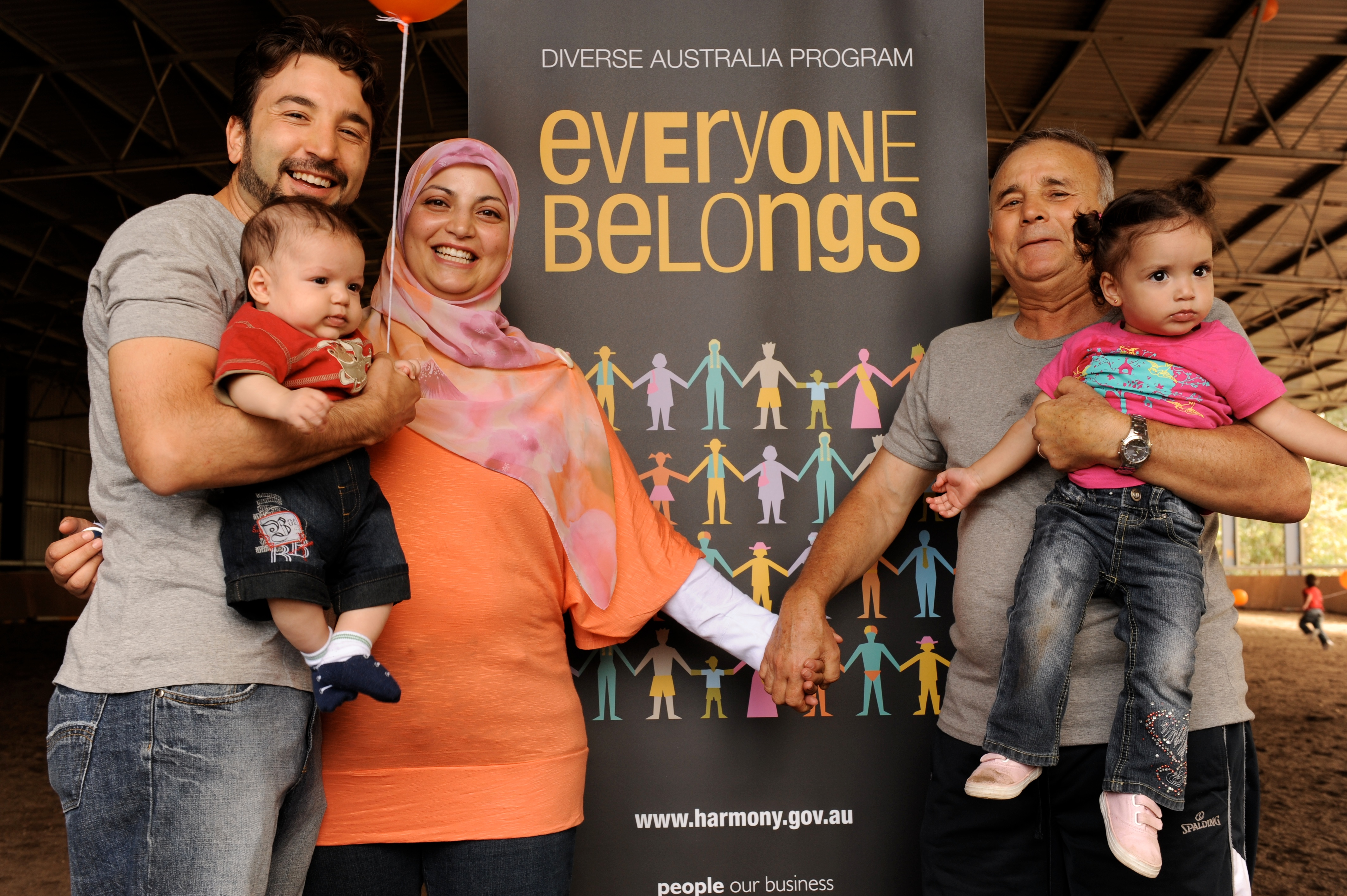
L'Harmony Day è celebrato in Australia il 21 marzo per ricordare la diversità culturale

## Descrizione
La definizione di diversità culturale è contenuta nella Dichiarazione dell'UNESCO sulla Diversità Culturale, approvata a Parigi il 2 novembre 2001, dove all'art. 1 è riportato: "La cultura assume forme diverse nel tempo e nello spazio. La diversità si rivela attraverso gli aspetti originali e le diverse identità presenti nei gruppi e nelle società che compongono l'Umanità."
Il 18 dicembre del 2006 la Comunità Europea ha ratificato la Convenzione dell'UNESCO. La conservazione e la promozione della diversità culturale sono tra i principi fondanti della Comunità: tali principi sono sanciti nel Trattato, nell'Art. 151 e nella Carta dei diritti fondamentali dell’Unione europea, nell'Art. 22.3 . Altri paesi, come per esempio gli Stati Uniti, non hanno aderito alla Dichiarazione.
Alla diversità culturale è dedicata dall'UNESCO la giornata del 21 maggio, per sottolineare la ricchezza delle culture del mondo e il ruolo essenziale del dialogo. Nel dicembre 2002 l'Assemblea generale delle Nazioni Unite, con la risoluzione 57/249, ha riconosciuto il 21 maggio come Giornata mondiale della diversità culturale per il dialogo e lo sviluppo interculturale per raggiungere la pace e lo sviluppo sostenibile.
In Italia il 23 giugno 2005 si è svolta, per volontà dell'Associazione nazionale autori cinematografici (ANAC) della Società Italiana degli Autori ed Editori (SIAE), della Accademia Nazionale di Santa Cecilia e dell'Istituto Italiano per gli Studi Filosofici, l'Assemblea Costituente della Coalizione Italiana per la Diversità Culturale, alla quale hanno aderito numerose istituzioni tra cui il Teatro dell'Opera di Roma, la Fondazione Lelio e Lisli Basso, l'Istituto Gramsci e le associazioni di categoria e di cultura cinematografica, avente l'obiettivo di una libera diffusione internazionale delle idee e delle identità dei popoli di tutto il mondo.

### Concetti fondamentali
La diversità etnico-culturale non è limitata solamente al colore della pelle, all'uso di una lingua straniera, alla scelta di indossare simboli religiosi, che sono le caratteristiche più “visibili” della diversità in questione. Altri fattori, come per esempio quelli di genere o generazionale, sono considerati per definire persone appartenenti a minoranze etnico-culturali.
È comunque pratica comune definire le diversità culturali con l'appartenenza ad una etnia, che fa riferimento a un gruppo di persone che condividono elementi culturali, caratteri fisico-somatici, e una storia e un’origine geografica comuni, e una lente attraverso la quale le persone guardano e interpretano il mondo che le circonda. Termine da non confondere con razza, inteso come costrutto sociale, in quanto non c'è nessuna differenza genetica tra gruppi umani.
La diversità culturale è un aspetto fondamentale delle società contemporanee, legato in Europa principalmente alle migrazioni di persone che portano con sé usi, costumi, norme, lingue, religioni. Il tessuto sociale e culturale delle società cambia, sollecitato da nuove pratiche, nuove richieste, nuovi conflitti. Analizzare la diversità culturale fra diritto e società significa indagare i meccanismi e le ragioni che portano la persona a definire se stessa "culturalmente diversa", e i meccanismi e le ragioni che portano a definire l'altro "culturalmente diverso".